# 似單臂細鮃
似單臂細鮃為輻鰭魚綱鰈形目鰈亞目鮃科的其中一種，為熱帶海水魚，分布於中太平洋東部墨西哥亞嘉普科海域，棲息深度258公尺，體長可達7公分，棲息在泥底質底層水域，生活習性不明。

## 扩展阅读
維基物種上的相關：似單臂細鮃